# Хвальковитий воїн
«Хвалькови́тий во́їн» — комедія давньоримського автора Тита Макція Плавта.

## Сюжет
У цій комедії головне не сюжет, а герой, «хвалькуватий воїн». У старі часи в Греції професійних воїнів не було, були лише ополченці. Пізніше, коли війна стала професією, то з'явилися лихі найманці, які йшли на службу до кого завгодно та здебільшого гинули, а хто не гинув, той повертався на батьківщину багатів та гучно хвалився чудесами, які він бачив, і подвигами, які він нібито вчинив. Такий швидко забагатілий хвалькуватий воїн-грубіян став у комедіях постійним персонажем.
У Плавта його звуть ім'ям Піргополінік, що значить «Переможець міст та фортець». Він сидить перед своїм будинком і стежить, як слуги чистять його обладунки «щоб яскравіше сонця!». При ньому дармоїд на прізвисько Хлібогриз, і вони вдвох підраховують, скільки ворогів уклав Піргополінік в своїх походах. Всього сім тисяч, і всіх за один день. А ще в Індії він однією лівою перебив слону руку, чи то пак ногу, вдаривши лише упівсили! І взагалі, який він герой — і богатир, і хоробрий, і красень, і як жінки його люблять.
Насправді ж він шахрай, боягуз, розпусник. Про це повідомляє публіці його раб на ім'я Палестріон. Палестріон служив в Афінах в одного хлопця, а той любив одну дівчину. Коли юнак був відсутній, цей самий Піргополінік обманом викрав цю дівчину і відвіз сюди, до міста Ефес. Палестріон помчав попередити пана, але в дорозі його схопили пірати і продали в рабство цьому ж Піргополініку. Втім, йому вдалося переслати звісточку колишньому хазяїну; той приїхав в Ефес, оселився по сусідству з воїном у доброго дідка і таємно бачиться з коханою. На сцені будинок воїна та будинок старого, вони поруч, і між ними розумний раб легко спорудив таємний хід.
Все іде непогано, але інший раб воїна підгледів за побаченням закоханих, і дідок сусід дуже стривожений: не влаштував би воїн йому погрому. «Добре, — каже Палестріон, — вигадаємо, ніби у його дівчини була в Афінах сестра-близнючка, ось вона-то і оселилася зі своїм коханцем у тебе, старий». Що ж стосується свідка, то його можна заплутати і залякати: з нього ж і попит, якщо недогледів. Поки свідок поспішає з доносом, дівчина, пробравшись по таємному ходу, виявляється вже вдома і звертається до нещасливого донощика як до наклепника; а потім, знову перебравшись до сусіда, вона вже показується відкрито і під виглядом власної сестри милується з юнаком, а у свідка голова йде обертом.
Старий сусід був не проти такого розіграшу, тому юнакові-афінянинові навіть незручно: стільки клопоту через нього! «У таких справах я радий допомогти, — відповідає старий, — я й сам ще ласий до красунь, а вони до мене: вихований, дотепний, люб'язний — справжній ефесець!» — «А що ж досі неодружений?» — Дивується юнак . «Свобода понад усе!» — Гордо заявляє дідок. «Що правда, то правда!» — Підтверджує раб. "А як же без дітей? — Дивується юнак. — Хто ж про тебе дбає? «-» Що ти! — Відмахується старий, — жоден син не буде таким уважним і ввічливим, як далекі родичі, які сподіваються на мою спадщину: вони мене на руках носять! «-» А це і до кращого, що ти не одружений, — говорить раб. — Знайди-но ти гетеру, красиву і жадібну, і видай за свою дружину … «-» Це ще навіщо? "- Дивується старий. «Нехай вона прикинеться, ніби по вуха закохана в Піргополініка і ніби передала мені для нього ось це твоє кільце …» — пропонує юнак. «Нічого не розумію, але вірю тобі: бери, роби що хочеш», — вирішує старий.
Герої легко домовляються з гетерою; раб йде до Піргополініка, пропонує йому кільце, розхвалюючи сусідку, розписуючи її любов. Воїн, звичайно, вірить: як не закохатися в нього? Тепер потрібно тільки звільнитися від викраденої ним афінянки, щоб нова красуня не ревнувала. Добре, на думку Піргополініка, те, що тут по сусідству з'явилася її сестра: воїн вирішується передати їй свою коханку з рук на руки, та ще щедро обдарувати, щоб мовчала, а рабу Палестріону за послуги дати свободу і відправити з ними провідником. З'являється юнак, видаючи себе за довірену особу матері обох дівчат; воїн віддає йому свою афінянку, та зображує велике горе: ах, як тяжко їй розлучатися з таким красенем і богатирем! Юнак з подружкою, рабом і подарунками благополучно відпливають в Афіни.
Чеснота восторжествувала, але порок ще не покараний. Виступає гетера і розігрує, як задумано, дружину старого, закохану в Піргополініка. Той слухняно йде на побачення з нею в сусідський будинок. Там на нього накидається старий господар з міцними рабами: «Як ти смієш, окаянний, під'їжджати до моєї дружини?» Його хапають, б'ють, точать ніж, щоб прикінчити на місці; із гучними криками воїн відкуповується від розправи великими грошима і, «обм'якнувши від побоїв», тікає з ганьбою. «Я обдурений, я покараний — але, на жаль, заслуговую на це! Всіх розпусників б отак: стало б менше їх. Ну, тепер додому! А ви нам, глядачі, поплескайте!» Такою мораллю закінчується комедія.